# Ambalnur, Sindgi
Ambalnur là một làng thuộc tehsil Sindgi, huyện Bijapur, bang Karnataka, Ấn Độ.